# Gerichtsbezirk Grosslaschitz
Der Gerichtsbezirk Grosslaschitz (slowenisch: sodni okraj Velike Lašče) war ein dem Bezirksgericht Grosslaschitz unterstehender Gerichtsbezirk im Kronland Krain. Er umfasste Teile des politischen Bezirks Gottschee (Kočevje) und wurde 1919 dem Staat Jugoslawien zugeschlagen. Der Gerichtsbezirk Grosslaschitz war 1910 der flächenmäßig sechstkleinste Gerichtsbezirk der Krain und wies die siebtkleinste Einwohnerzahl der Gerichtsbezirke auf.

## Geschichte
Der Gerichtsbezirk Grosslaschitz entstand infolge eines Ministervortrags vom 6. August 1849, in dem die Grundzüge der
Gerichtseinteilung festgelegt wurden. Nachdem im Dezember 1849 die Gebietseinteilung der Gerichtsbezirke sowie die Zuweisung der Gerichtsbezirke zu den neu errichteten Bezirkshauptmannschaften durch die „politische Organisierungs-Commission“ festgelegt worden war, nahmen die Bezirksgerichte der Krain per 1. Juni 1850 ihre Tätigkeit auf. Dem Bezirksgericht Grosslaschitz wurden durch die Landeseinteilung der Krain im März 1850 die 18 Katastralgemeinden Cesta (Zesta), Dvorska Vas (Höflern), Kervava peč (Blutigenstein), Kompolje (Kompale), Lužarji (Luscharie), Osolnik (Ossolnik), Podgora (Podgora), Podpolane (Kleinpölland), Račna (Ratschna), Selo (Selu), Sveti Gregor (St. Gregor), Turjak (Auersperg), Velike Lašče (Grosslaschitz), Velike Lipljene (Grossliplein), Videm (Widem), Vlaka (Ulaka), Zagorica (Sagoritza) und Zdenskavas (Sdenkawass) zugewiesen. Zusammen mit den Gerichtsbezirken Reifnitz (Ribnica) und Gottschee (Kočevje) bildete der Gerichtsbezirk Grosslaschitz den Bezirk Velike Lašče.
| Jahr | Fläche (km²) | Ein- wohner | Slowenisch- sprachige | Deutsch- sprachige |
| ---- | ------------ | ----------- | --------------------- | ------------------ |
| 1880 |              | 8.955       | 9.935                 | 11                 |
| 1890 |              | 9.514       | 9.461                 | 21                 |
| 1900 | 192,06       | 9.561       | 9.529                 | 10                 |
| 1910 | 191,83       | 9.443       | 9.400                 | 16                 |

Der Gerichtsbezirk wies 1880 eine anwesende Bevölkerung von 8.955 Personen auf, wobei 8.935 Menschen Slowenisch und 11 Menschen Deutsch als Umgangssprache angaben. 1910 wurden für den Gerichtsbezirk 9.443 Personen ausgewiesen, von denen 9.400 Slowenisch (99,5 %) und 16 Deutsch (0,2 %)
sprachen.
Durch die Grenzbestimmungen des am 10. September 1919 abgeschlossenen Vertrages von Saint-Germain wurde der Gerichtsbezirk Grosslaschitz zur Gänze dem Königreich Jugoslawien zugeschlagen.

## Gerichtssprengel
Der Gerichtssprengel Grosslaschitz umfasste infolge der Zusammenfassung der Katastralgemeinden zu Gemeinden 1910 die acht Gemeinden Kompolje (Kompale), Lužarji (Luscharie), Podgora (Podgora), Rob, Sveti Gregor (St. Gregor), Turjak (Auersperg), Velike Lašče (Grosslaschitz) und Videm (Widem). Die Schaffung der Gemeinde Rob war dabei erst 1899 durch die Teilung der Gemeinde Turjak beschlossen worden.